# NGC 6818
NGC 6818 (другое обозначение — PK 25-17.1) — планетарная туманность в созвездии Стрелец.
Этот объект входит в число перечисленных в оригинальной редакции «Нового общего каталога».